# Ammoglanis pulex
Ammoglanis pulex är en fiskart som beskrevs av De Pinna och Winemiller 2000. Ammoglanis pulex ingår i släktet Ammoglanis och familjen Trichomycteridae. Inga underarter finns listade i Catalogue of Life.